# 1951年北海道知事選挙
1951年北海道知事選挙（1951ねんほっかいどうちじせんきょ）は、北海道の執行機関である北海道知事を選出するために行われた選挙で、第2回統一地方選挙前半戦の投票日である1951年4月30日に投票が行われた。

## 概要
北海道知事の任期4年が満了したことに因る選挙である。北海道知事選挙は、1947年の第1回選挙以来、一貫して統一地方選挙の日程で実施されている。また日本社会党（以下、社会党）の勢力が強い地域であるため、保革一騎討ちの選挙戦が第1回選挙以来一貫して続いている。
今回は、現職知事で再選を目指す社会党公認の田中敏文候補に対し、無所属の黒澤酉藏が挑む構図となった。保革一騎討ちの選挙戦が展開されたが、田中候補が黒澤候補に13万7343票差をつけて再選を果たした。

## 基礎データ
- 選挙事由：任期満了
- 告示日：1951年?月?日
- 投票日：1951年4月15日
- 当日有権者数：2,138,605名
- 候補者：2名

| 候補者名 | 年齢 | 党派（推薦党派） | 新旧 | 備考            |
| -------- | ---- | ---------------- | ---- | --------------- |
| 田中敏文 | 39   | 社会党           | 現職 | 北海道知事(1期) |
| 黒澤酉藏 | 66   | 無所属           | 新人 |                 |

## 選挙結果
投票率：81.17％（投票者数1,735,826名）前回決選投票59.39％ 第1次投票68.20％
| 当落 | 候補者     | 党派（推薦） | 新旧       | 得票      | 得票率 |
| ---- | ---------- | ------------ | ---------- | --------- | ------ |
| 当選 | 田中敏文   | 社会党       | 現職       | 914,764   | 54.1%  |
|      | 黒澤酉藏   | 無所属       | 新人       | 777,421   | 45.9%  |
|      | 有効票総数 | 有効票総数   | 有効票総数 | 1,692,185 |        |

出典：北海道知事選挙の結果（昭和22年～現在）